# Мамацев (хутір)
Мамацев (рос. Мамацев; адиг. Мамацев) — хутір Шовгеновського району Адигеї Росії. Входить до складу Дукмасовського сільського поселення.
Населення — 228 осіб (2015 рік).